# Devonte’ Graham
Devonte' Terrell Graham (ur. 22 lutego 1995 w Raleigh) – amerykański koszykarz, występujący na pozycji rozgrywającego, obecnie zawodnik San Antonio Spurs.
W 2016 wystąpił w turnieju Adidas Nations Counselors.
7 sierpnia 2021 trafił w wyniku wymiany do New Orleans Pelicans. 9 lutego 2023 został wytransferowany do San Antonio Spurs.

## Osiągnięcia
Stan na 14 lutego 2023, na podstawie, o ile nie zaznaczono inaczej.
NCAA
- Uczestnik rozgrywek:
  - NCAA Final Four (2018)
  - Elite 8 turnieju NCAA (2016, 2017, 2018)
  - turnieju NCAA (2015–2018)
- Mistrz:
  - turnieju konferencji Big 12 (2016, 2018)
  - sezonu zasadniczego Big 12 (2015–2018)
- Zawodnik Roku Konferencji Big 12 (2018)[6]
- Most Outstanding Player (MOP=MVP) turnieju:
  - Big 12 (2016)[7]
  - Hoophall Miami Invitational (2017)
- Laureat Danny Manning Mr. Jayhawk Award (2018)
- Zaliczony do:
  - I składu:
    - All-American (2018)
    - Big 12 (2018)
    - defensywnego Big 12 (2016)
    - turnieju:
      - Big 12 (2016, 2018)
      - CBE Classic (2017)
      - Midwest Regional NCAA (2018)

  - II składu Big 12 (2017)
  - składu All-Big 12 honorable mention (2016)
- Lider:
  - NCAA w liczbie rozegranych minut (1474 – 2018)
  - Big 12 w:
    - średniej rozegranych minut (37,8 – 2018)
    - liczbie:
      - asyst (282 – 2018)
      - rozegranych minut (1474 – 2018)
- Zawodnik tygodnia Big 12 (26.02.2018, 4.12.2017)

Indywidualne
- Uczestnik:
  - Rising Stars Challenge (2020)[8]
  - konkursu rzutów za 3 punkty (2020)[9]
- Zawodnik tygodnia G-League (12.11.2018)

Reprezentacja
- Mistrz uniwersjady (2015)